# 国立健康・栄養研究所

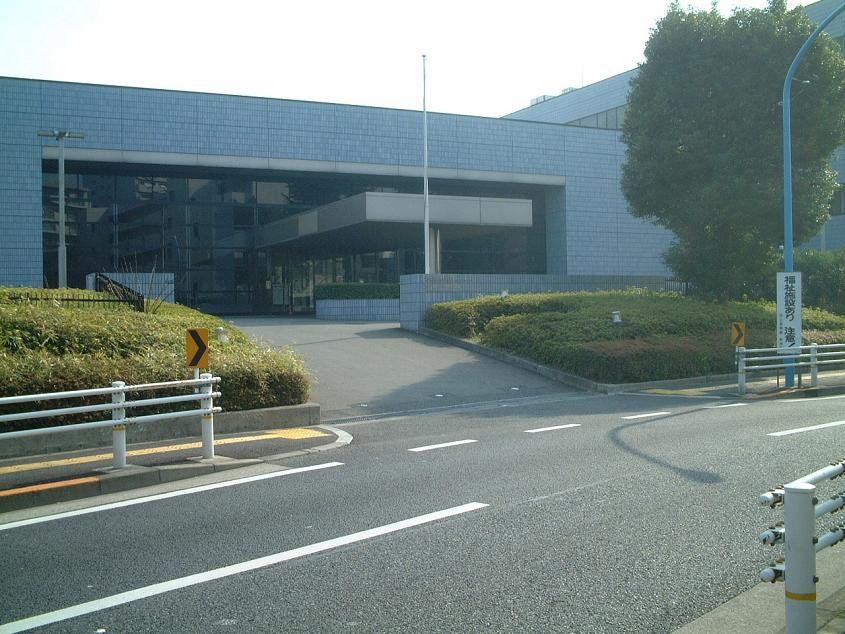
国立健康・栄養研究所（2007年3月）

国立健康・栄養研究所（こくりつけんこうえいようけんきゅうじょ、National Institute of Health and Nutrition）は、健康と栄養に関する調査研究を行っている日本の研究機関である。前身は1915年に佐伯矩（さいき ただす）によって設立された、私設の栄養学研究機関である営養研究所である（当時は栄養を「営養」と表記することが多かった）。1920年9月17日に官制公布され、世界初の国の栄養研究所となった。変遷を経て2001年より独立行政法人となったが、2015年に医薬基盤研究所と統合し、医薬基盤・健康・栄養研究所の傘下機関となった。
健康日本21（第2次）などの国の政策推進に資するため、国民健康・栄養調査のデータを活用した研究と情報発信、および食事摂取基準や身体活動ガイドラインなどの国のガイドライン策定、世界保健機関 (WHO) 協力センターとしての国際貢献、ウェブサイトの「健康食品」の安全性・有効性情報（略称HFNet）の公開等を行っている。 

## 概要
- 目的：国民の健康の保持及び増進に関する調査及び研究並びに国民の栄養その他国民の食生活に関する調査及び研究等を行うことにより、公衆衛生の向上及び増進を図ること（法第3条）。
- 所在地：大阪府摂津市千里丘新町3-17（健都イノベーションパークNKビル内）

## 沿革

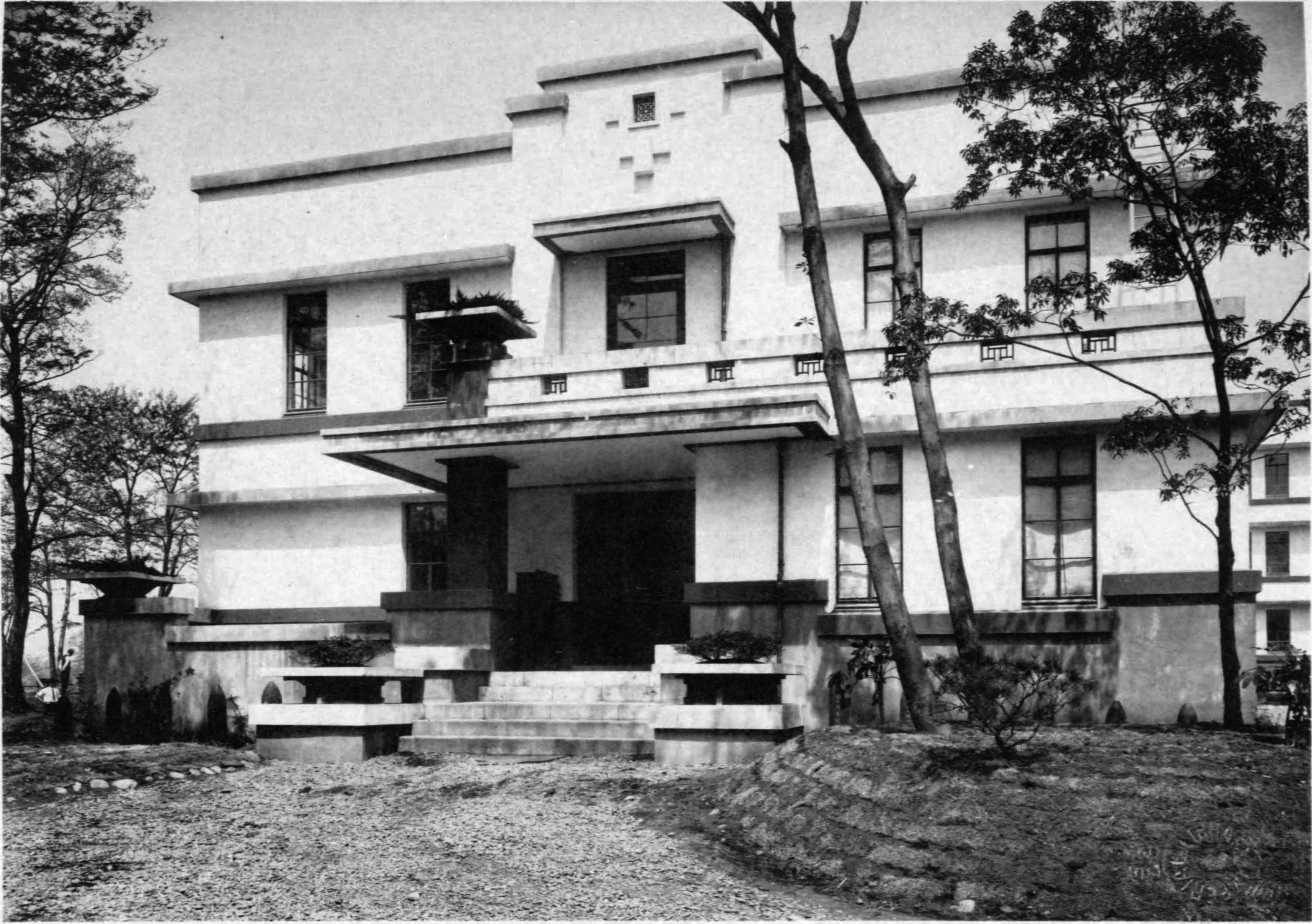
陸軍軍医学校標本館（1929年）。戦後国立栄養研究所の管理棟となった。

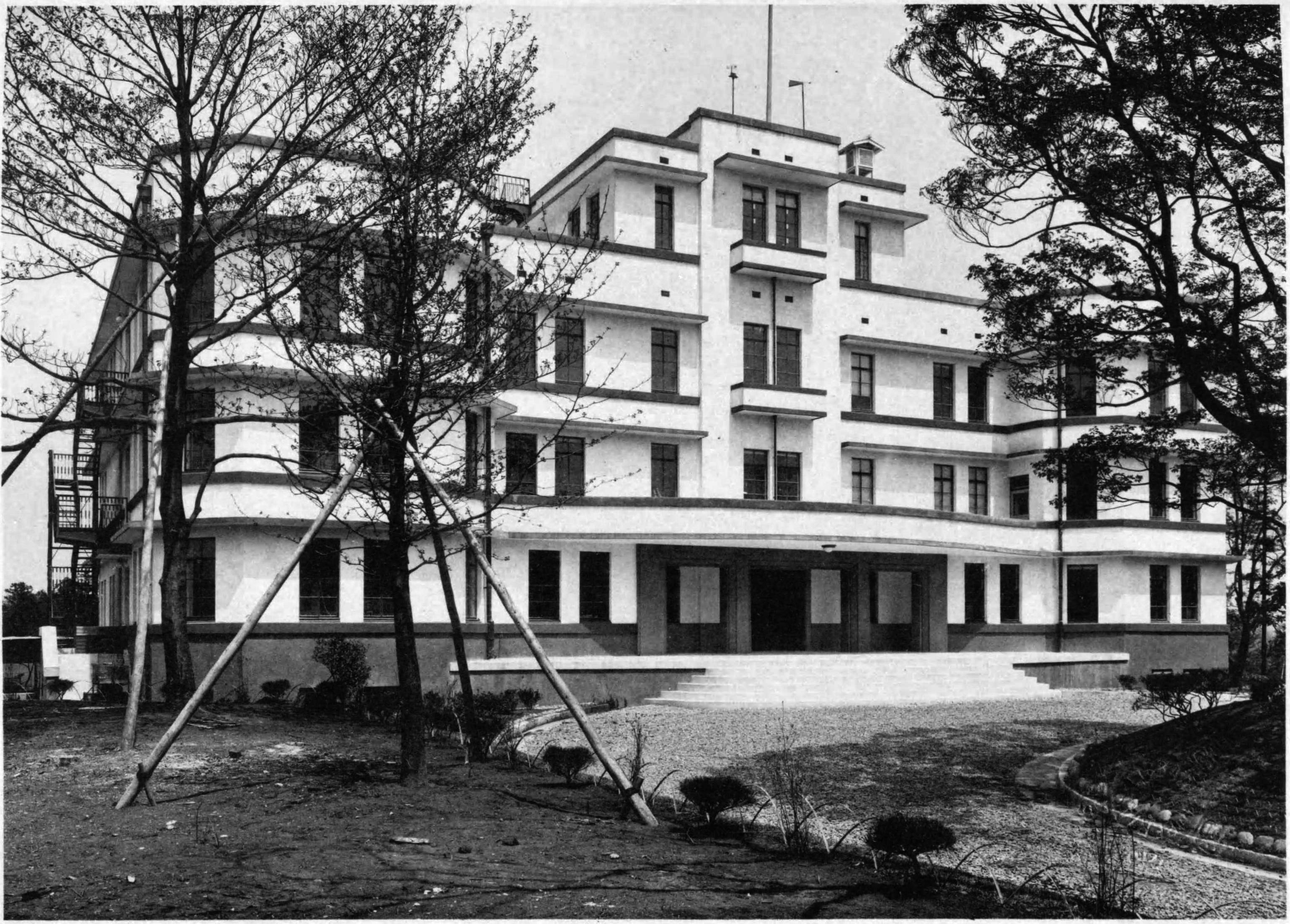
陸軍軍医学校衛生学教室（1929年）。戦後国立栄養研究所の研究棟となった。

- 1914年（大正3年） - 佐伯矩が東京府東京市芝区（後の東京都港区）白金三光町に私立の栄養研究所を設立する。世界初の栄養学研究機関であった。
- 1916年（大正5年） - 東京市芝区金杉川口町へ移転する。
- 1919年（大正8年） - 佐伯が国立栄養研究所の設立を強調し、衆議院に参考資料を提出する。
- 1920年（大正9年）9月17日 - 内務省栄養研究所が開設される（勅令第407号）。
- 1921年（大正10年）12月17日 - 小石川駕籠町に新築された新庁舎に移転する。
- 1938年（昭和13年）1月11日 - 厚生省が新設され、その管轄下に移る。
- 1940年（昭和15年）12月4日 -  公衆衛生院と合併し、厚生科学研究所国民栄養部となる（勅令第840号）。
- 1942年（昭和17年）11月1日 -  厚生科学研究所、人口問題研究所、産業安全研究所が合併して設置された厚生省研究所の管轄下に移る（勅令第762号）。
- 1946年（昭和21年）5月1日 - 厚生省研究所が解散し、再置された公衆衛生院の管轄下に移る（勅令第249号）。
- 1947年（昭和22年）5月1日 - 公衆衛生院から独立再置され、国立栄養研究所となる（勅令第175号）。
- 1948年（昭和23年）3月31日 - 庁舎を新宿区戸山町（後の新宿区戸山）へ移転。かつて陸軍軍医学校の衛生学教室と呼ばれた建物である。[1]
- 1989年（平成元年） - 国立健康・栄養研究所に改称。
- 1992年（平成4年） - 厚生省戸山研究庁舎へ移転。
- 2001年（平成13年）4月 - 厚生労働省管轄の独立行政法人となる。
- 2015年（平成27年）4月1日 - 医薬基盤研究所と合併し、国立研究開発法人医薬基盤・健康・栄養研究所国立健康・栄養研究所となる。
- 2017年（平成29年）3月31日 - 大阪府摂津市に位置する北大阪健康医療都市（愛称：健都）の健都イノベーションパーク内への全面移転方針を発表。
- 2023年（令和5年）3月26日 - 移転後の施設（現在地）で開所式を実施。

### 歴代所長
- 佐伯矩（1920年9月 - 1940年12月）栄養研究所・所長
- 杉本好一（1940年12月 - 1947年4月）厚生省研究所国民栄養部・部長
- 柳金太郎（1948年1月 - 1950年12月）国立栄養研究所・所長
- 有本邦太郎（1951年1月 - 1965年12月）
- 大礒敏雄（1965年12月 - 1974年3月）
- 福井忠孝（1974年4月 - 1981年3月）
- 鈴江緑衣郎（1981年4月 - 1990年3月）
- 小林修平（1990年4月 - 1999年7月）
- 澤宏紀（1999年7月 - 2001年3月）
- 田中平三（2001年4月 - 2005年3月）国立健康・栄養研究所・理事長
- 渡邊昌（2005年4月 - 2009年3月）
- 徳留信寛（2009年4月 - 2013年3月）
- 古野純典（2013年4月 - 2017年3月）
- 阿部圭一（2017年4月 - ）
- 津金昌一郎
- 瀧本秀美

## 組織
- 所長直轄
- 栄養疫学・食育研究部
- 身体活動研究部
- 臨床栄養研究部
- 栄養・代謝研究部
- 食品保健機能研究部
- 国際栄養情報センター

## 国立健康・栄養研究所出身の人物
- 古旗照美 - しょくスポーツ代表取締役
- 三浦進司 - 静岡県立大学食品栄養科学部准教授
- 岩部美紀 - 東京大学大学院医学系研究科准教授

## 参考図書
- 佐伯芳子『栄養学者 佐伯矩伝』玄同社 1986年 ISBN 4-905935-19-9